# Lijst van oorlogsmonumenten in Steenwijkerland
De Nederlandse gemeente Steenwijkerland heeft 11 oorlogsmonumenten. Hieronder een overzicht.
| Nr.                             | Object                               | Herdachte groep | Ontwerper                 | Onthulling        | Type               | Locatie                                        | Plaats          | Coördinaten                   | Foto                                |
| ------------------------------- | ------------------------------------ | --- | ------------------------- | ----------------- | ------------------ | ---------------------------------------------- | --------------- | ----------------------------- | ----------------------------------- |
| 60                              | Oorlogsmonument                      | burgerslachtoffers | Hildo Krop (1884-1970)    | 5 mei 1948        | beeld/sculptuur    | Gasthuislaan 2, 8331 MX                        | Steenwijk       | 52° 47' 7" NB, 6° 6' 46" OL   | Meer afbeeldingen                   |
| 2444                            | Herdenkingsmonument 1944             | verzet Nederland | Henk Kruiter (15-02-1935) |                   | gedenksteen        | Kallenkote 68, 8345 HH                         | Kallenkote      | 52° 47' 28" NB, 6° 9' 49" OL  | Meer afbeeldingen                   |
| 3006                            | Indisch monument 'De Gebroken Tegel' | militairen in dienst van het Ned. Kon. 1940-1945, burgers voormalig Nederlands-Indië, militairen in dienst van het Ned. Kon. na 1945 | Annica Koot               | 1997              | gedenksteen        | Gagelsweg 25, 8331 CM                          | Steenwijk       | 52° 47' 16" NB, 6° 7' 57" OL  |                                     |
| 3068                            | Joods monument                       | burgerslachtoffers, vervolgden Nederland                                                                                             | Jan van Rossum            | 18 september 2005 | overig             | Gasthuisstraat, 8331 JM                        | Steenwijk       | 52° 40' 55" NB, 5° 56' 56" OL | Joods monument                      |
| 3184                            | Monument op de Joodse begraafplaats  | vervolgden Nederland |                           |                   | gedenksteen        | Slingerpad, 8356 EE                            | Blokzijl        | 52° 43' 31" NB, 5° 57' 42" OL | Monument op de Joodse begraafplaats |
| 3204                            | Monument op de Joodse begraafplaats  | vervolgden Nederland |                           |                   | gedenksteen        | Eesveenseweg, 8832 JA                          | Steenwijk       | 52° 48' 6" NB, 6° 7' 36" OL   | Monument op de Joodse begraafplaats |
| 3242                            | Erehof Blokzijl                      | geallieerde militairen |                           |                   | begraafplaats/graf | Slingerpad, 8356 EE                            | Blokzijl        | 52° 43' 31" NB, 5° 57' 42" OL | Meer afbeeldingen                   |
| 3243                            | Erehof Willemsoord                   | geallieerde militairen |                           |                   | begraafplaats/graf | Kerkhofslaan, 8338 KG                          | Willemsoord     | 52° 49' 38" NB, 6° 4' 13" OL  | Meer afbeeldingen                   |
| 3559                            | Oorlogsmonument                      | burgerslachtoffers |                           |                   | beeld/sculptuur    | Groenestraat 24, 8325 AZ                       | Vollenhove      | 52° 40' 48" NB, 5° 57' 2" OL  | Oorlogsmonument                     |
| Dit oorlogsmonument op Wikidata | Erehof Kuinre                        | geallieerde militairen |                           |                   | Erehof             | Sleep                                          | Kuinre          | 52° 47' 45" NB, 5° 50' 24" OL | Meer afbeeldingen                   |
| Dit oorlogsmonument op Wikidata | Stolpersteine                        | vervolgden Nederland | Gunter Demnig             |                   | reliëf             | Zie Lijst van Stolpersteine in Steenwijkerland | Steenwijkerland |                               | Meer afbeeldingen                   |

Almelo ·
Borne ·
Dalfsen ·
Deventer ·
Dinkelland ·
Enschede ·
Haaksbergen ·
Hardenberg ·
Hellendoorn ·
Hengelo ·
Hof van Twente ·
Kampen ·
Losser ·
Oldenzaal ·
Olst-Wijhe ·
Ommen ·
Raalte ·
Rijssen-Holten ·
Staphorst ·
Steenwijkerland ·
Tubbergen ·
Twenterand ·
Wierden ·
Zwartewaterland ·
Zwolle